# بکیترو
بکیترو (به لاتین: Bekitro) یک منطقهٔ مسکونی در ماداگاسکار است که در Bekily District واقع شده‌است.
 بکیترو  ۱۶٬۰۰۰ نفر جمعیت دارد و ۳۲۹ متر بالاتر از سطح دریا واقع شده‌است.